# Sylvia Jay
Pour les articles homonymes, voir Jay.
Sylvia Jay  née Sylvie Mylroie (1er novembre 1947 -) est une femme d'affaires britannique qui exerce la fonction d'administratrice au sein d'entreprises cotées sur le CAC 40. Elle est diplômée de l'université de Nottingham au Royaume-Uni et de la London School of Economics.
Elle s'est mariée en 1975 à Michael Jay (Lord Jay of Ewelme est un ancien diplomate anglais, pair à vie). Commandeur de l'Empire britannique (CBE).

## Biographie
- 1971 à 1995 : Elle exerce diverses fonctions comme haut fonctionnaire dans l'administration britannique, notamment dans le domaine de l'aide financière aux pays en développement. Elle a été détachée un temps en France auprès du ministère de la Coopération et du Trésor, et a aidé à la fondation de la Banque européenne pour la reconstruction et le développement, avant de passer de nouveau plusieurs années à Paris en tant qu'épouse de Michael Jay, ambassadeur du Royaume-Uni.
- 2001-2005 : Directrice générale de la Fédération britannique Food and Drink.

## Mandats sociaux
En cours
- Administrateur de Saint-Gobain
- Administrateur d'Alcatel-Lucent
- Administrateur du Groupe Casino
- Administrateur de Lazard Limited
- Présidente de la Pilgrim Trust
- Présidente de Prison Reform Trust
- Présidente de l'Entente Cordiale Scholarships Scheme

Passé
- Administrateur de Carrefour
- Directeur général de la Fédération Britannique Food and Drink Federation
- Présidente de L'Oréal UK Ltd
- Présidente de Food From Britain
- Présidente de Body Shop Foundation

## Divers
- 2008 : Nommée Chevalier de la Légion d'honneur en France